# Монети Галицького королівства (1337-1403)
Монети Галицького королівства — з 1351 по 1382 роки у Львові карбувалися мідні денарії та з 1337 по 1403 роки карбувалися срібні грошики для Галицького королівства за часів правління польських королів Казимира III, Людовика Угорського, Владислава Опольчика та Владислава II Ягайла. 1 грош розмінювався на 41 денарій.

## Історія

Срібний півгрош Казимира ІІІ(1349—1370)

На початку Війни за Галицько-Волинську спадщину, Король Польщі Казимир III заручився підтримкою Папи Римського Бенедикта XII, виборюючи собі корону Королівства Русі. у 1342 році Казимир III, потерпаючи неодноразові поразки від галицьких князів, пообіцяв своєму союзнику, королю Людовику Угорському, що після його смерті той зможе викупити ці землі за 100 тисяч золотих флоринів. Але завоювати йому землі вдалося лише у 1366 році. Тоді Польське королівство отримало Галичину та Західну Волинь, зі столицею у Львові, але Східна Волинь зі столицею в Луцьку залишилася під володінням Дмитра-Любарта Гедиміновича. Львів отримав автономію від Польського королівства з правом на застосування власної монетної системи, а також право карбувати власні гроші, але від імені короля Польщі. В новій грошовій системі Львова з'явився не лише срібний грошик, але й дрібна мідна монета — денарій.
Монети Казиміра III, Як і його наступника Людовика Угорського (роки карбування 1379—1382) виготовлялися з нетривкою емісією та із незначною кількістю різновидів. Монетне карбування Володислава Яґайла значно перевищувало обсяг попереднього періоду. Якщо галицькі монети Казимира III, Владислава Опольського, Людовика Угорського відомо лише в 100 екземплярів, то руські та львівські грошики Яґайла зустрічаються частіше (близько 400 екземплярів). Саме за Ягайла відбувся перехід від традиційної високопробної монети до виготовлення низькопробних монет. Внаслідок ці монети знаходилися в обігу лише на території Галицького королівства. Невдовзі ініціал короля замінився на герб Польського королівства. Після прийняття Кревської унії Галичина поступово втратила автономність і увійшла до складу земель Польського королівства.

## Руський грошик
У 1349 році на Галичині король Польщі Казимир III (1333—1370) та його наступники: Людовик Угорський (1370—1382), Владислав Опольчик (1372—1378) та Владислав II Ягайло (1380—1434) — карбували у Львові срібні грошики на яких зображувався герб Галичини та Львова — лев у крапковому колі та навколо герба містилася легенда: «лат. moneta Russie» (Період карбування півгрошів: 1337—1403 рр.). За часів короля Яґайла карбувалися грошики із надписом: лат. moneta lembergensis. На реверсі монет в оточенні 4 дуг зображався ініціал короля та легенда: лат. ...R. Ungarie. Діаметр монети — 18-19 мм, 875 проба срібла. Середня вага руських грошиків часів Казимира III (Роки карбування 1353—1370) складала 1,37 гр. Відповідно вага міді на срібну монету складала: 1,37 гр. х 41 = 56,17 гр. Розділивши дану кількість міді на середню вагу 1 мідного денарія (0,93 гр.), отримаємо: 56,17 : 0,93 = 60,4 гр. За часів правління Владислава Опольчика середня вага грошика складала 1,23 гр. вага пула 0,84 гр.: 1,23 гр. х 41 = 50,43 гр.; 50,43 гр. : 0,84 г = 60,0 гр. За часів правління Людвіка Угорського середня вага грошика складала 1,08 гр., а мідного денарія 0,81 гр.: 1,08 гр. х 41 = 44,28 гр.; 44,28 г : 0,81 гр. = 54,7 гр.

## Денарії

Мідний денарій часів Казимира III (1349—1370)

Мідний денарій часів Володислава Опольчика (1372—1378)

У період 1351—1382 рр. у Львові карбувалися монети — денарії. Монети виготовлялися із міді, вагою від 0,4 гр. до 1,47 гр. та діаметром бл. 21 мм. За часи карбування мідних денаріїв малюнок зображався однотиповим на всіх монетах: на аверсі розміщувався вензель короля, на реверсі — королівська корона. 1 гріш відповідав 41 (копі), або 41 галицькому мідному денарію. 1 гріш прирівнювався до половини празького гроша.